# Milton, Staffordshire
Milton är en ort i distriktet Stoke-on-Trent, i grevskapet Staffordshire i England. Milton var en civil parish 1894–1922 när blev den en del av Stoke on Trent. Denna civil parish hade 2 748 invånare år 1921.